# Fadno

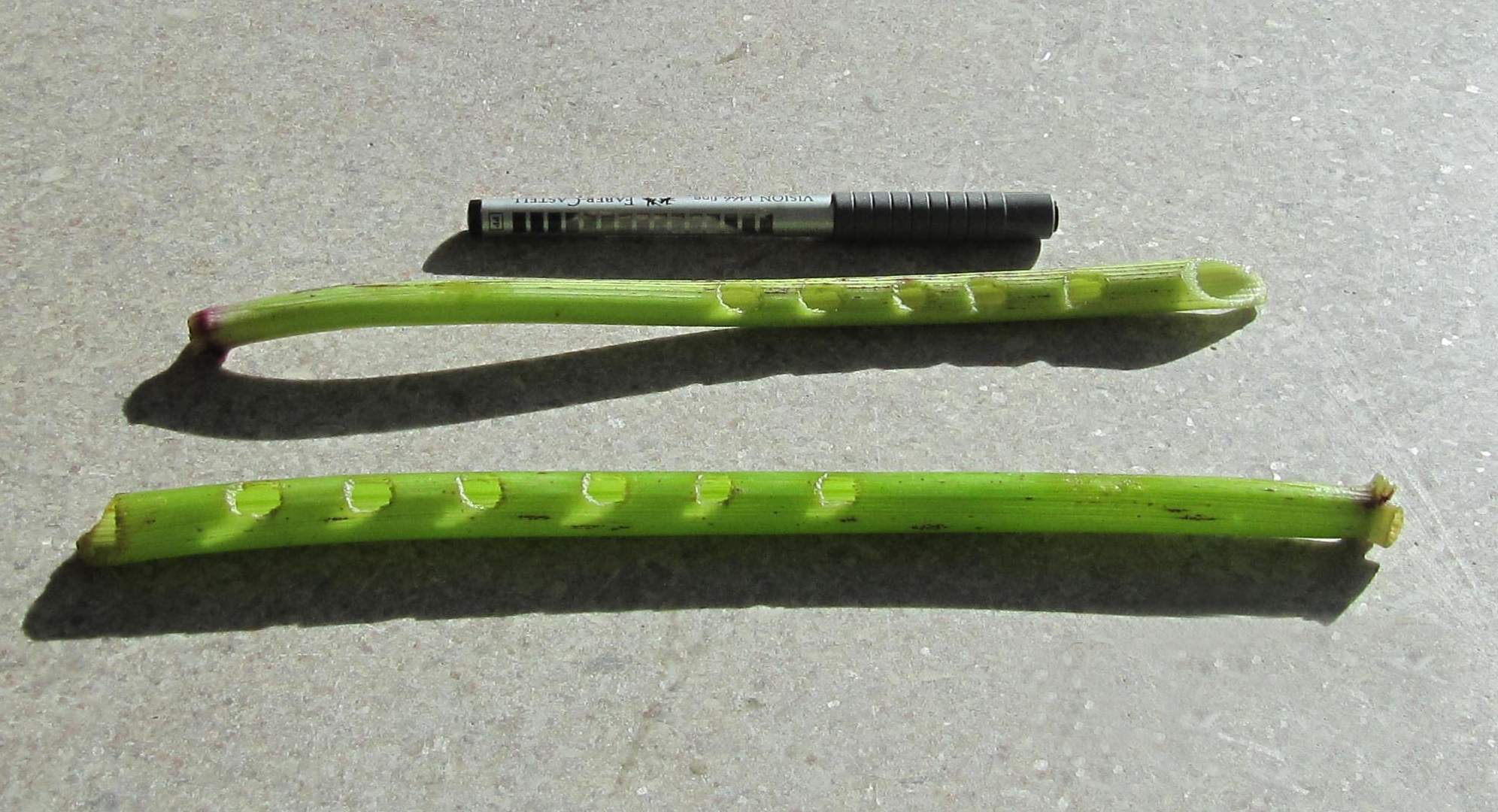
Una imagen de 2 fadnos.

El fadno es un instrumento de caña y flauta doméstica construida a partir de tallos de angelica de Laponia, es propio del pueblo lapón de Escandinavia. El instrumento tiene una caña y de tres a seis (generalmente cuatro) huecos para los dedos y parece no tener ningún paralelismo entre los pueblos escandinavos circundantes.

## Características
El instrumento consiste de una sección de 15-30 centímetros de la planta angelica (fadno, el término para la angélica de un año de edad), de la cual el instrumento toma su nombre. La lengüeta se forma a partir del propio tubo. 
Los fadnos se tocaban acompañados de tambores lapones para producir las melodías tradicionales laponas denominadas yoik.